# 阿加羅
阿加羅（Agaro）是埃塞俄比亞西南部奧羅米亞州吉馬地區的小鎮，座標7°51′N 36°35′E / 7.850°N 36.583°E，海拔1,560米。根據埃塞俄比亞中央統計局2005年的人口普查資料，阿加羅總人口約有41,616人，其中男性21,549人，女性20,067人。